# Bowling Green (Virgínia)
Bowling Green és una població dels Estats Units a l'estat de Virgínia. Segons el cens del 2000 tenia 936 habitants.

## Demografia
Segons el cens del 2000, Bowling Green tenia 936 habitants, 387 habitatges, i 212 famílies. La densitat de població era de 227,3 habitants per km².
Dels 387 habitatges en un 22,5% hi vivien nens de menys de 18 anys, en un 40,6% hi vivien parelles casades, en un 11,4% dones solteres, i en un 45% no eren unitats familiars. En el 39,8% dels habitatges hi vivien persones soles el 20,9% de les quals corresponia a persones de 65 anys o més que vivien soles. El nombre mitjà de persones vivint en cada habitatge era de 2,1 i el nombre mitjà de persones que vivien en cada família era de 2,81.
Per edats la població es repartia de la següent manera: un 17,1% tenia menys de 18 anys, un 5,7% entre 18 i 24, un 22,9% entre 25 i 44, un 21,7% de 45 a 60 i un 32,7% 65 anys o més.
L'edat mediana era de 48 anys. Per cada 100 dones de 18 o més anys hi havia 66,9 homes.
La renda mediana per habitatge era de 32.250 $ i la renda mediana per família de 49.792 $. Els homes tenien una renda mediana de 30.750 $ mentre que les dones 25.341 $. La renda per capita de la població era de 20.223 $. Entorn del 8,5% de les famílies i el 14,2% de la població estaven per davall del llindar de pobresa.

## Poblacions més properes
El següent diagrama mostra les poblacions més properes.